# 全球氣溫紀錄
全球氣溫記錄 （英語：Global temperature record）所談的是地球在不同時段中其大氣層和海洋溫度的波動。自從更新世冰期結束之後，特別是在當前的全新世時期，科學界有許多對地球過往氣溫的估計。一些資訊可透過地質證據獲得，可追溯到數百萬年前的數據。最近由鑽取的冰芯所取得的資訊則涵蓋80萬年前至今的數據。古氣候學研究取得涵蓋12,000年前至今的資訊。進行樹輪年代學和冰芯測量可提供1,000到2,000年前至今的證據。當人類自1850年開始規律性取得儀器測量地表氣溫以來，就留下相對詳細的資訊。 當研究者於1880年左右對史蒂文生式百葉箱進行修改後，全球儀器測量氣溫即開始有統一性的做法。

## 地質證據（以百萬年為單位的紀錄）

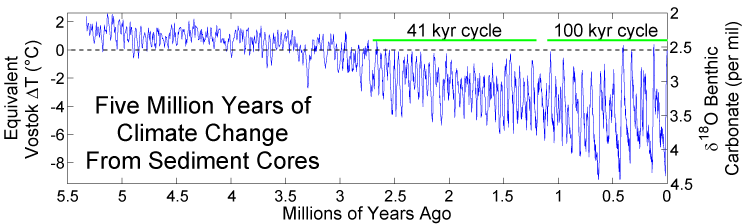
根據從深海沉積物鑽取岩心中的δ18O(二種氧穩定同位素氧-18和氧-16的比例)分析，將地球過去5百萬年的氣候重建，發現其與軌道強迫（地軸傾斜度和地球繞太陽軌道形狀的緩慢變化對氣候的影響）的理論模型及於南極洲沃斯托克站鑽取的冰芯所得全球氣溫紀錄吻合。

從沉積物鑽取的岩心顯示出在較長的時間尺度上，冰期和間冰期的循環大約是於4,000萬年前於南極洲冰河作用開始深化階段中的一部分。北半球大陸冰蓋於三百萬年前開始成長，加強冰河作用深化及冰期與間冰期之間的循環。這種地球氣候的逐漸變化在地球存在的45.4億年中非常頻繁，導致的因素複雜，常見的有大陸和海洋航道結構變化、地球傾斜角度改變與環繞太陽軌道形狀改變，以及溫室氣體濃度的變動。

## 冰芯（涵蓋遠至過去80萬年的紀錄）

由歐洲鑽取南極冰芯計畫所偵測出的地球氣溫於過去80萬年間的變化，地球氣溫與設定基線的差異（°C）在圖右方顯示。

科學界於地球多個地點鑽取冰芯取得氣溫長期變化的記錄：於1996年至2005年進行的歐洲鑽取南極冰芯計畫（EPICA）取得80萬年前的資料，許多其他地點鑽取的冰芯包含有超過10萬年的資料。 EPICA取得的冰芯涵蓋八個冰期/間冰期循環。北格陵蘭鑽取冰芯計畫（NGRIP） 鑽取的冰芯資料可追溯到超過10萬年前的埃米安間冰期（約13萬至11萬5千年期間）。雖然來自冰芯的大尺度訊號很清晰，但在解釋細節以及將同位素變化與溫度訊號聯繫起來方面則存在問題。

### 鑽取冰芯的地點

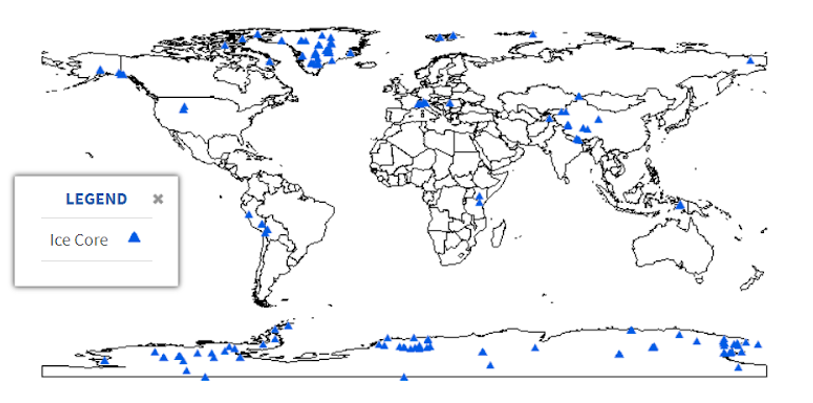
全球鑽取冰芯地點分佈（資料來源：NOAA所屬美國國家環境資訊中心）。

隸屬於美國國家海洋暨大氣總署（NOAA）的世界古氣候資料中心（World Paleoclimatology Data Center，WDC）保存有世界極地和低緯度山區冰河和冰蓋鑽取的冰芯資料檔案。

### 格陵蘭冰芯記錄
於格陵蘭中部取得的冰芯（具有古氣溫計的作用）資訊得知當時地表氣溫變化記錄與其他氣候代理所得者具有一致性，顯示全球氣候變化迅速且廣泛。升溫階段只需簡單的步驟即可達成，而降溫過程則需更多的前提和基礎。此外，於格陵蘭取得的冰芯中擁有最清晰的氣候快速變化記錄，且在相同時間隔內比其他記錄擁有更高的時間分辨率。
科學家在探索格陵蘭冰芯氣泡中保存的氣體時發現其中甲烷濃度明顯高於同齡的南極洲樣本中的，格陵蘭與南極洲之間甲烷濃度的差異揭示於不同緯度間有不同的甲烷來源。格陵蘭冰芯記錄中顯示的甲烷濃度增加，表示全球濕地面積在過去年代中發生過巨大變化。甲烷是溫室氣體中的一種，在全球暖化中發揮有重要作用。格陵蘭冰芯記錄中的甲烷變化無疑可對全球溫度記錄提供一種獨特的洞見。

### 南極洲的冰芯記錄
南極冰蓋起源於始新世（大約始於5,600萬年前-終於3,400萬年前）晚期，於冰穹C鑽探的冰芯獲得80萬年前的記錄，是現今由南極洲取得最古老的冰芯。近年來有越來越多的新研究提供更古老但離散的記錄。由於南極洲冰蓋所具有的獨特性，在此處取得的冰芯不僅記錄有全球氣溫變化，還蘊藏全球生物地球化學循環、氣候動態和全球氣候快速變化的大量資訊。
將南極洲冰芯記錄與當前氣候記錄之間作比較，可進一步將極地放大效應的作用證實。雖然人類已在南極洲鑽取冰芯，但由於南極洲面積廣大，鑽取點的密度仍相對不足。在更多的地點進行鑽取是目前研究機構的首要目標。

### 低緯度地區的冰芯記錄
於低緯度地區取得冰芯記錄不像在極地地區取得那麼常見，但這些記錄仍為科學家提供許多有用的資訊。低緯度地區的冰芯通常於高海拔地區取得。在西藏崑崙山脈古里雅（Guliya）取得的冰芯記錄是低緯度、高海拔地區取得最久遠的記錄，跨越時間超過70萬年。科學家根據這些低緯度地區的記錄找到可證明末次盛冰期（LGM）的熱帶和亞熱帶地區比之前所知更為寒冷的證據。此外，由低緯度地區取得的記錄幫助科學家確認20世紀是過去1,000年來最溫暖的時期。

## 古氣候（距今12,000年前）

地球過去1萬2千年間的氣溫變化及相對穩定度。圖右上的小方塊顯示過去2千年的變化。

人們對地球歷史中過去的氣溫進行過許多估計。古氣候學領域包括古代氣溫記錄。由於本文主要針對近期氣溫，而會聚焦在更新世冰河消退以後發生的事件。自從北半球長達一千年的新仙女木期（距今12,800年至11,500年的一段，持續達1,300年左右的冰期）冷卻結束後，接續有為期一萬年的全新世。其中包含約有4千年的全新世氣候最適宜期（9,000年前至5,000年前），總體上其氣溫比20世紀更高，但全球自新仙女木期開始起已具有許多區域性差異。

## 樹木年輪和冰芯（距今1,000至2,000年前）
透過測量氣候代理可重建歷史時期之前的溫度記錄。樹木的年輪厚度、珊瑚生長、冰芯內同位素變化、海洋和湖泊中沉積物、洞穴沉積物、化石、冰芯、地球鑽孔溫度和冰河涵蓋記錄等的數值與氣候波動有關。科學家由此對北半球進行過去2,000年的氣候代理氣溫重建，並對南半球和熱帶地區進行更短時間尺度的氣溫重建。
這些代理的地理分佈範圍必然稀疏，且有些代理對更快的波動會更敏感。例如樹木年輪、冰芯和珊瑚通常在年度時間尺度上展現變化，但地球鑽孔重建依賴熱擴散率，小尺度波動會被掩蓋。即使由最好的代理取得的數值也比觀測記錄中的最差時期所得少得多，並且重建的空間和時間分辨率會相對上更為粗糙。將測量到的代理與相關的變數（例如溫度或降水量）作連接非常重要。將來將重疊時間段和區域的多個互補代理的資料集調整之後可產生更為完整的重建。
目前科學家皆進行過過去2,000年前的代理重建，但對最近1,000年的重建有更多、更高品質的獨立資料集提供支持。重建的結果顯示：
- 過去25年的全球平均地表氣溫高於自公元1600年以來的任何可比較時期，甚至可追朔自公元900年以來的
- 有個發生於公元1700年左右的小冰期
- 有個發生於公元1000年的中世紀溫暖期，但此並非全球現象。[20]

### 間接歷史代理
除自然的數位代理（例如樹木年輪厚度）之外，還有可用於推斷氣候變化的人類歷史記錄，包括： 泰晤士河冰凍博覽會的報告、作物豐收和歉收記錄、春天開花或羔羊出生的日期、異常的降雨和降雪以及異常的洪水或乾旱。此類記錄可用於推斷歷史上的氣溫，但通常比自然代理更具定性的成分。
最近的證據顯示西藏和冰島之間的地區於公元前2,200年至2,100年之間曾發生突然且短暫的氣候變化，有些證據顯示是全球發生變化，而導致降溫和降水減少，此被認為是導致埃及古王國崩潰的主要原因。

## 衛星與氣球偵測（20世紀50年代至今）
人類於1950年代開始利用氣象氣球裝載無線電探空儀對不同高度的大氣層進行測量，而取得全球氣溫的近似值。自1978年12月開始，裝載於人造衛星上的微波探測裝置已產生可用於推斷對流層溫度的資料。
有幾個小組對衛星資料進行分析，來估算對流層中的溫度趨勢。美國阿拉巴馬大學亨茨維爾分校(UAH) 和NASA資助的私人遙感系統公司 (RSS) 都發現全球有氣溫上升的趨勢。
UAH發現對流層底層於1978年至2019年間的全球平均氣溫趨勢為每十年上升0.130°C。RSS則發現截至2011年1月，全球氣溫趨勢為每十年上升0.148°C。
科學家於2004年應用RSS的資料集時，發現氣溫趨勢為每十年上升0.19°C。另有人發現1978年至2005年間的氣溫趨勢為每十年升高0.20°C。

## 溫度計（1850年至今）

由不同專業機構製作的全球儀器測量氣溫紀錄曲線圖，涉及全球變暖進程及升溫程度，尤其是在長期趨勢方面（由1850年起，或是由1880年起，迄今）有極高的相似度。

在1951年至2023年期間幾個十年期中創下新高的地表氣溫紀錄遠超過創下新低的（顯示季節變動）。

本節摘錄自儀器測量地表氣溫。
儀器測量地表氣溫指的是採用溫度計和其他溫度測量設備直接檢測大氣溫度和海洋溫度而記錄下的地球氣候溫度。這種記錄與使用氣候代理資料（例如樹木年輪和海洋沉積物）而間接重建的紀錄不同。經由儀器測量的數據是從分佈全球各地數千個氣象站、浮標和船舶所收集。雖然人類在許多人口稠密地區所做的測量密度很高，但在極地和沙漠等人口稀疏地區，以及非洲和南美洲的許多地區，觀測站的分佈卻更為廣泛。史上的測量方式是使用水銀或酒精溫度計，再以手動記錄方式進行，但現在越來越多會使用電子感測器進行測量，並自動將數據傳輸。全球平均地表氣溫記錄通常以異常溫度而非絕對溫度的形式呈現。溫度異常是根據參考值（也稱為基線期或長期平均值）來測量。例如常用的基準期是1951-1980年期間。
運行時間最長的記錄是英格蘭中部氣溫資料系列，從1659年即已開始。運行時間最長的準全球記錄始於1850年。也可使用各種方法測量高層大氣的溫度，包括使用氣象氣球、人造衛星和飛機發射的無線電探空儀。人造衛星廣泛用於監測高層大氣的溫度，但迄今並未常用於評估地表溫度變化。近幾十年來，由於對不同海洋深度進行廣泛的溫度採樣，加上全球地表氣溫資料集，讓科學界可估計海洋熱含量。
記錄顯示由於人類造成的溫室氣體排放，全球平均地表氣溫呈上升趨勢（即全球變暖）。根據多個獨立製作的資料集，全球從1850年至1900年期間，到2011年至2020年期間的平均地表綜合溫度已升高1.09°C（範圍：0.95至1.20°C）。:5所顯示的趨勢是全球自1970年代以來，至少比過去2,000年中任一50年期間的增長速度都要快。:8在此一長期上升趨勢中，自然界內部的原因（例如聖嬰-南方振盪現象、火山噴發）會導致短期變動，但會經常性出現歷史新高。

## 外部連結

根據全球平均氣溫紀錄及重建，顯示中世紀溫暖時期並非一全球現象，同時小冰期也非一獨特的全球性時期，而是地球變暖之前的長期降溫末期。

- Hadley Centre: Global temperature data
- NASA's Goddard Institute for Space Studies （页面存档备份，存于） (GISS) — Global Temperature Trends.
- Surface Temperature Reconstructions for the last 2,000 Years （页面存档备份，存于）